# Hieracium grandifolium
Hieracium grandifolium es una especie de planta con flor del género Hieracium, de la familia Asteraceae, orden Asterales.

## Distribución
Hieracium grandifolium se distribuye por Argelia.

## Taxonomía
Fue descrita científicamente por Sch. Bip.
Tratamiento taxonómico
La especie aparece registrada y publicada en Bull. Soc. Bot. France.